# Gran Premio de Hungría de Motociclismo de 1990
El Gran Premio de Hungría de Motociclismo de 1990 fue la decimocuarta y penúltima prueba de la temporada 1990 del Campeonato Mundial de Motociclismo. El Gran Premio se disputó el 2 de septiembre de 1990 en el Circuito de Hungaroring.

## Resultados 500cc
Primera victoria en Mundial para el australiano Michael Doohan que salió desde la pole position y obtuvo la vuelta rápida. Le acompañaron en el podio los estadounidenses Eddie Lawson y Kevin Schwantz mientras que el campeón mundial, Wayne Rainey se tuvo que retirar. 

| Pos.     | Piloto               | Moto    | Tiempo    | Pts. |
| -------- | -------------------- | ------- | --------- | ---- |
| 1        | Michael Doohan       | Honda   | 49.14.920 | 20   |
| 2        | Eddie Lawson         | Yamaha  | 49.40.362 | 17   |
| 3        | Kevin Schwantz       | Suzuki  | 50.09.321 | 15   |
| 4        | Wayne Gardner        | Honda   | 50.17.552 | 13   |
| 5        | Juan Garriga         | Yamaha  | 50.19.714 | 11   |
| 6        | Jean-Philippe Ruggia | Yamaha  | 50.20.890 | 10   |
| 7        | Niall Mackenzie      | Suzuki  | 50.21.168 | 9    |
| 8        | Carl Fogarty         | Honda   | 50.30.509 | 8    |
| 9        | Alex Barros          | Cagiva  | 50.48.920 | 7    |
| 10       | Sito Pons            | Honda   | 50.54.865 | 6    |
| 11       | Ron Haslam           | Cagiva  | 51.00.946 | 5    |
| 12       | Marco Papa           | Honda   | 1 Vuelta  | 4    |
| 13       | Rachel Nicotte       | Plaisir | 1 Vuelta  | 3    |
| 14       | Eddie Laycock        | Honda   | 1 Vuelta  | 2    |
| 15       | Martin Trösch        | Honda   | 2 Vueltas | 1    |
| 16       | Cees Doorakkers      | Honda   | 2 Vueltas |      |
| Ret      | Randy Mamola         | Cagiva  | Ret       |      |
| Ret      | Andreas Leuthe       | Honda   | Ret       |      |
| Ret      | Christian Sarron     | Yamaha  | Ret       |      |
| Ret      | Wayne Rainey         | Yamaha  | Ret       |      |
| Ret      | Karl Truchsess       | Honda   | Ret       |      |
| Ret      | Peter Linden         | Honda   | Ret       |      |
| Fuentes: |                      |         |           |      |

## Resultados 250cc
Con la victoria en este Gran Premio y el tercer lugar de su rival Carlos Cardús, el estadounidense John Kocinski acorta su brecha en la clasificación general, reduciéndola a 5 puntos y dejando abierta hasta la última prueba.
| Pos.    | Piloto               | Moto     | Tiempo    | Pts. |
| ------- | -------------------- | -------- | --------- | ---- |
| 1       | John Kocinski        | Yamaha   | 50.02.170 | 20   |
| 2       | Helmut Bradl         | Honda    | 50.06.156 | 17   |
| 3       | Carlos Cardús        | Honda    | 50.16.480 | 15   |
| 4       | Luca Cadalora        | Yamaha   | 50.22.099 | 13   |
| 5       | Àlex Crivillé        | Yamaha   | 50.22.259 | 11   |
| 6       | Dominique Sarron     | Honda    | 50.35.276 | 10   |
| 7       | Jacques Cornu        | Honda    | 50.39.794 | 9    |
| 8       | Martin Wimmer        | Aprilia  | 50.41.087 | 8    |
| 9       | Wilco Zeelenberg     | Honda    | 50.56.257 | 7    |
| 10      | Loris Reggiani       | Aprilia  | 51.09.684 | 6    |
| 11      | Paolo Casoli         | Yamaha   | 51.09.974 | 5    |
| 12      | Renzo Colleoni       | Aprilia  | 51.10.271 | 4    |
| 13      | Didier de Radiguès   | Aprilia  | 51.10.854 | 3    |
| 14      | Jochen Schmid        | Honda    | 51.20.886 | 2    |
| 15      | Bernard Haenggeli    | Aprilia  | 51.23.195 | 1    |
| 16      | José Barresi         | Yamaha   | 51.31.868 |      |
| 17      | Jean Pierre Jeandat  | Honda    | 51.37.127 |      |
| 18      | Harald Eckl          | Aprilia  | 51.44.775 |      |
| 19      | Andreas Preining     | Rotax    | 1 Vuelta  |      |
| 20      | Bernd Kassner        | Honda    | 1 Vuelta  |      |
| 21      | Jean Foray           | Yamaha   | 1 Vuelta  |      |
| 22      | Urs Jücker           | Yamaha   | 1 Vuelta  |      |
| Ret     | Adrien Morillas      | Aprilia  | Ret       |      |
| Ret     | Jorge Martínez Aspar | JJ Cobas | Ret       |      |
| Ret     | Erich Neumair        | Yamaha   | Ret       |      |
| Ret     | Marcellino Lucchi    | Aprilia  | Ret       |      |
| Ret     | Patrick Igoa         | Aprilia  | Ret       |      |
| Ret     | Masahiro Shimizu     | Honda    | Ret       |      |
| DNS     | Alberto Puig         | Yamaha   | DNS       |      |
| DNS     | Andrea Borgonovo     | Aprilia  | DNS       |      |
| DNS     | Carlos Lavado        | Aprilia  | DNS       |      |
| DNS     | Peter Linden         | Yamaha   | DNS       |      |
| Fuentes |                      |          |           |      |

## Resultados 125cc
La lucha por el título de categoría de 125 queda completamente abierta y se decidirá en la última prueba. El alemán Stefan Prein queda en sexta posición y precede en siete puntos en la general al italiano Loris Capirossi (ganador de la carrera) y en 9 al holandés Hans Spaan (quinto en este Gran Premio).
| Pos. | Piloto               | Moto      | Tiempo    | Pts. |
| ---- | -------------------- | --------- | --------- | ---- |
| 1    | Loris Capirossi      | Honda     | 45.49.954 | 20   |
| 2    | Heinz Lüthi          | Honda     | 45.51.115 | 17   |
| 3    | Bruno Casanova       | Honda     | 45.51.124 | 15   |
| 4    | Fausto Gresini       | Honda     | 45.52.661 | 13   |
| 5    | Hans Spaan           | Honda     | 45.52.716 | 11   |
| 6    | Stefan Prein         | Honda     | 45.52.722 | 10   |
| 7    | Emilio Cuppini       | Honda     | 45.58.815 | 9    |
| 8    | Alessandro Gramigni  | Aprilia   | 46.11.115 | 8    |
| 9    | Gabriele Debbia      | Aprilia   | 46.16.150 | 7    |
| 10   | Robin Appleyard      | Honda     | 46.16.271 | 6    |
| 11   | Hans Koopman         | Honda     | 46.17.491 | 5    |
| 12   | Kinya Wada           | Honda     | 46.17.671 | 4    |
| 13   | Dirk Raudies         | Honda     | 46.19.242 | 3    |
| 14   | Steve Patrickson     | Honda     | 46.24.624 | 2    |
| 15   | Antonio Sánchez      | JJ Cobas  | 46.29.862 | 1    |
| 16   | Taru Rinne           | Honda     | 46.30.068 |      |
| 17   | Manuel Hernández     | Honda     | 46.32.008 |      |
| 18   | Hisashi Unemoto      | Honda     | 46.37.860 |      |
| 19   | Stefan Kurfiss       | Honda     | 46.38.294 |      |
| 20   | Johnny Wickström     | JJ Cobas  | 46.38.521 |      |
| 21   | Flemming Kistrup     | Honda     | 46.04.320 |      |
| 22   | Bady Hassaine        | Honda     | 47.20.666 |      |
| 23   | Hubert Abold         | Rotax     | 47.23.829 |      |
| 24   | Peter Galvin         | Honda     | 47.24.127 |      |
| 25   | Jos van Dongen       | Honda     | 47.29.426 |      |
| Ret  | Stefan Brägger       | Aprilia   | Ret       |      |
| Ret  | Maurizio Vitali      | Gazzaniga | Ret       |      |
| Ret  | Ralf Waldmann        | Rotax     | Ret       |      |
| Ret  | Herri Torrontegui    | Honda     | Ret       |      |
| Ret  | Manuel Herreros      | JJ Cobas  | Ret       |      |
| Ret  | Allan Scott          | Honda     | Ret       |      |
| Ret  | Doriano Romboni      | Honda     | Ret       |      |
| Ret  | Julián Miralles      | JJ Cobas  | Ret       |      |
| Ret  | Jorge Martínez Aspar | JJ Cobas  | Ret       |      |
| Ret  | Alfred Waibel        | Honda     | Ret       |      |
| Ret  | Stefan Dörflinger    | Aprilia   | Ret       |      |